# San Esteban Catarina
San Esteban Catarina é um município localizado no departamento de San Vicente, em El Salvador.